# Provence (Schiff, 1916)
Die Provence war ein Schlachtschiff der Bretagne-Klasse der französischen Marine, das von 1916 bis 1942 in Dienst stand.

## Geschichte

### Bau
Die spätere Provence wurde am 21. Mai 1912 beim Marinearsenal in Lorient auf Kiel gelegt. Der Stapellauf erfolgte am 20. April 1913 und die Indienststellung am 1. März 1916.

### Einsatzgeschichte
Die  Provence diente in beiden Weltkriegen im Mittelmeer zusammen mit ihren beiden Schwesterschiffen.
Aufgrund der Schäden durch britischen Beschuss bei Mers-el-Kébir (siehe auch: Operation Catapult) wurde sie auf den Strand gesetzt, um ein Sinken zu verhindern. Später wurde sie zurück nach Toulon verbracht und repariert. Dort war sie am 27. November 1942 an der Selbstversenkung der Vichy-Flotte beteiligt, so dass das Schiff nicht in deutsche Hände fallen konnte. Die Deutschen hoben das Schiff am 11. Juli 1943 und bauten die Hauptgeschütze aus. Vier davon wurden in eine Küstenbefestigung in Saint-Mandrier-sur-Mer eingebaut (diese erhielt von den Alliierten den Spitznamen Big Willie); mit der Reichweite von 22 nautischen Meilen konnte die Einfahrt des Hafens von Toulon beherrscht und jede nicht erwünschte Einfahrt verhindert werden.
Nach dem D-Day 1944 wurde das Schiff erneut – dieses Mal als Blockschiff – versenkt und knapp fünf Jahre später im April 1949 gehoben und abgewrackt.